# 水专项
水体污染控制与治理科技重大专项（简称水专项）是中国国家中长期科学和技术发展规划纲要 (2006－2020年) 的16个重大科技专项之一。该项目投资总预算超过300亿元人民币（约44亿美元），将历时12年，其主要目的是为了改善中国不断恶化的水质，保障饮用水安全和改善中国的整体水环境。水专项是由环境保护部和住房和城乡建设部牵头组织实施。这个项目是中华人民共和国自1949年建国以来投资最大的水污染治理科技项目，从2009年2月19日启动。该项目的总工程师是中国环境科学院院长孟伟。
水专项重点集中在中国各流域水环境的综合治理。